# Гвен Араухо
Гвен Ембер Роуз Араухо (англ. Gwen Amber Rose Araujo; нар. 24 лютого 1985 — пом. 3 жовтня 2002) — американська трансгендерна дівчина, яка була побита і задушена чотирма чоловіками в Ньюарку, штат Каліфорнія.
Вбивство привернуло увагу американської громадськості і привело до посилення законодавства декількох американських штатів щодо злочинів, скоєних на ґрунті ненависті до представників сексуальних меншин та інвалідів. Вбивство постійно порівнювалося з історією Метью Шепарда, що в результаті сприяло єднанню всієї ЛГБТ-спільноти.

## Ранні роки
Араухо, уроджена Едвард Араухо-молодший, народилася 1985 року в американському місті Бролі (штат Каліфорнія) в сім'ї Едварда Араухо-старшого і Сільвії Герерро. Її батьки розлучилися, коли йому було 10 місяців.
Араухо вчинила камінг-аут у 1999 році, у 14-річному віці, і почала використовувати ім'я Гвен, яке вибрала на честь улюбленої співачки Гвен Стефані.

## Вбивство
Араухо, яка на той час носила ім'я «Ліда», познайомилася з Майклом Мегідсоном, Хосе Мерелом, Джероном Наборсом і Джейсоном Касаресом влітку 2002 року. Вона, як повідомлялося, займалася оральним сексом з Мегідсоном. Своїм партнерам на момент інтимних відносин вона повідомляла, що у неї менструальна кровотеча, і просила не торкатися до її геніталій, оскільки боялася, що можуть бути виявлені її чоловічі статеві органи. 3 жовтня 2002 року вона була присутня на вечірці в будинку, орендованому Хосе Мерелом і його братом Полом Мерелом. В будинку були присутні: Мегідсон, Хосе Мерел, Наборс, Касарес, Пол Мерел зі своєю подругою Ніколь Браун і Еммануель Мерел. Браун за допомогою сили провела примусовий огляд, в результаті якого у Гвен були виявлені чоловічі геніталії, після чого з нею жорстоко повелися. Мегідсон вдарив Араухо в обличчя і почав душити її, але компанія його зупинила. Через деякий час Пол Мерел, Еммануель Мерел і Браун покинули будинок. Хосе Мерел вдарив Араухо по голові сковорідкою. Наборс і Касарес вирушили на вантажівці Мегідсона до будинку Касареса за лопатою і киркою. Коли вони повернулися, Араухо була ще в свідомості і сиділа на дивані. Згодом насильство відновилося. Мегідсон ударив Араухо коліном по голові і вона втратила свідомість. Касарес почав бити Гвен ногами. Після цього Араухо затягли у гараж. Наборс показав, що Мегідсон душив її мотузкою, а Касарес вдарив лопатою. Але за свідченнями Мегідсона, саме Наборс душив Араухо і вдарив її лопатою. Касарес показав, що він ніколи не бив Араухо і не бачив її мертвою.
Тіло Араухо загорнули в ковдру і поклали в пікап. Автомобіль проїхав чотири години, перш ніж тіло поховали поблизу гір Сьєрра-Невади. Про зникнення і вбивство Араухо нічого не було відомо протягом декількох днів. Не ясно, в який момент і в якій послідовності подій настала смерть. Однак розтин показав, що дівчина померла від удушення і сильної тупої травми голови.

## Суд
У 2005 році відбувся суд. Мегідсон і Хосе Мерел були визнані винними у вбивстві другого ступеня. Наборса і Касареса суд визнав винними в заподіянні смерті з необережності. Мотив ненависті, як обтяжуюча провину обставина, був відхилений, зважаючи на відсутність на момент суду відповідних юридичних норм. Транс-паніка, як різновид гей-паніки, була застосована стороною захисту обвинувачених для пом'якшення вироку.

## Наслідки
- Про Гвен Араухо в 2006 році знято фільм «Дівчина, схожа на мене: історія Гвен Араухо» (англ. A Girl Like Me: The Gwen Araujo Story)
- На прохання матері офіційне ім'я Араухо було посмертно змінено з Едді на Гвен 23 червня 2004 року[26]